# Tô Chấn
Tô Chấn (1904 - 1936), anh ruột của Tô Hiệu, là một nhà cách mạng Cộng sản ở Việt Nam.

## Tiểu sử và quá trình hoạt động cách mạng
Ông sinh năm 1904 trong một gia đình nhà nho nghèo tại thôn Xuân Cầu, xã Nghĩa Trụ, huyện Văn Giang. Ông là tham gia cách mạng từ rất sớm, từ năm 1925 đã tích cực tham gia hoạt động cách mạng trong các tổ chức yêu nước ở Hà Nội, Sài Gòn và Nam Bộ. Năm 1927, ông tham gia Việt Nam Quốc dân Đảng do Nguyễn Thái Học đứng đầu và trở thành một đảng viên cốt cán, kiên cường, được cử làm Đảng trưởng Kỳ bộ Nam kỳ.
Tháng 10 năm 1930, khởi nghĩa Yên Bái thất bại, Nguyễn Thái Học bị thực dân Pháp xử tử hình, ông thay Nguyễn Thái Học tiến hành mưu sát toàn quyền Đông Dương. Việc chưa thành thì ông bị thực dân Pháp bắt tại Hà Nội, kết án tử hình, sau đó giảm án xuống chung thân, đày đi Côn Đảo.
Giai đoạn 1930 - 1936, trong nhà tù Côn Đảo, ông trở thành đảng viên Đảng Cộng sản Đông Dương. Tại đây, ông hăng hái tham gia đấu tranh kiên cường, tích cực học tập, trở thành một đảng viên nổi tiếng có kiến thức uyên bác và trí nhớ tuyệt vời về lý luận Mác - Lênin, được anh em tín nhiệm. Mùa xuân năm 1936, ông vượt ngục cùng với Ngô Gia Tự và một số từ chính trị khác. Quá trình vượt ngục, ông hy sinh trên biển.
Ông là người dìu dắt, giác ngộ đồng chí Tô Hiệu và một số thanh niên của làng Xuân Cầu hoạt động cách mạng như các đồng chí: Tô Gĩ (Lê Giản), Tô Quang Đẩu...

## Vinh danh
Đồng đội cùng bị đi đày với Tô Chấn tại Côn Đảo đã viết:
"Từ Xuân Cầu chọn hướng đời trai,
Chí cách mạng Tô hồng trang sử Đảng.
Từ Côn Đảo tìm về Đất Mũi,
Gương hy sinh Chấn động một vùng trời".
Năm 2001, tỉnh Hưng Yên đã tổ chức Lễ đón nhận tượng đồng danh nhân cách mạng Tô Chấn do Hội Khoa học lịch sử Việt Nam trao tặng và đặt tại nhà thờ họ Tô (Xuân Cầu, Văn Giang).
Năm 2010, tỉnh Hưng Yên đặt tên Tô Chấn cho một đường phố tại thành phố Hưng Yên.
Giáo sư, Anh hùng Lao động Vũ Khiêu đã trân trọng sáng tác đại câu đối 124 chữ, mỗi vế 64 chữ tổng kết cuộc đời oanh liệt của nhà cách mạng, liệt sỹ Tô Chấn như sau:
"Gió Xuân Cầu lồng lộng chí nam nhi, Hai chục tuổi lên đường cứu nước. Nào dựng xây tổ chức, Nào giác ngộ đồng bào, Nào mở rộng phong trào, Nào ngược xuôi Nam Bắc cùng nhân dân gắn bó nghĩa tình. Rồi phải buổi sa cơ mắc lưới, chốn lao lung tay xích chân cùm: Khí tiết vẫn sáng ngời trong sắt thép!
Hầm Côn Đảo nấu nung gan chiến sỹ, Hơn sáu năm đối mặt quân thù. Vẫn vững chắc tinh thần, Vẫn đấu tranh bất khuất, Vẫn nâng cao kiến thức, Vẫn rèn luyện ngày đêm, Được Đảng bộ tin giao trọng trách. Cho đến khi vượt biển chìm bè, Dù thể phách sóng vùi gió dập: Hồn thiêng còn toả rộng giữa trời mây".

## Gia đình
- Mẹ đẻ: Bà Ngô Thị Lý, “Bà mẹ Việt Nam Anh hùng”, có công lớn trong việc nuôi dưỡng bảo vệ cán bộ thời kỳ hoạt động bí mật trước 1945, trong đó có: Hoàng Văn Thụ, Hoàng Quốc Việt, Trần Tử Bình, Trần Huy Liệu...
- Em trai: Tô Hiệu